# 199-й винищувальний авіаційний полк (СРСР)
199-й винищувальний авіаційний полк — полк за часів Другої світової війни у складі ВПС СРСР.

## Історія
Полк сформовано влітку 1941 року в Ленінградському військовому окрузі на аеродромі Великі Луки.
Бойові дії почав 22 червня 1941 року в складі ВПС Північного фронту.
Розформований 1 вересня 1941.

## Бойова діяльність полку у часи Другої Світової війни
| Період                  | Бойові вильоти | Втрати (літаки / пілоти) |
| ----------------------- | -------------- | ------------------------ |
| 22.06.1941 — 01.09.1941 | 781            | 3/3                      |

## Матеріальна частина полку
| Дата              | Тип літака |
| ----------------- | ---------- |
| 05.1941 — 09.1941 | МіГ-3      |
| 05.1941 — 09.1941 | І-153      |